# Pionomolgus gallicolus
Pionomolgus gallicolus is een eenoogkreeftjessoort uit de familie van de Rhynchomolgidae. De wetenschappelijke naam van de soort is voor het eerst geldig gepubliceerd in 1990 door Dojiri & Grygier.